# Проблеми загальної енергетики
«Проблеми загальної енергетики» — науковий збірник, заснований Інститутом загальної енергетики Національної академії наук України у 1999 році, включено до переліку наукових фахових видань України

## Редакційна колегія
- Кулик М.М., акад. НАН України, д-р техн. наук, проф. — головний редактор;
- Дрьомін В. П., канд. техн. наук — заст. головного редактора;
- Корчевий Ю. П., акад. НАН України, д-р ф.-м. наук, проф.;
- Мацевитий Ю. М., акад. НАН України, д-р техн. наук, проф.;
- Резцов В. Ф., чл.-кор. НАН України, д-р техн. наук, проф.;
- Дубовський С. В., д-р техн. наук, ст. наук. співр.;
- Шрайбер О. А., д-р техн. наук, проф.;
- Білодід В. Д., канд. техн. наук, ст. наук. співр;
- Костюковський Б. А., канд. техн. наук, ст. наук. співр.

## Тематичні напрями збірника
- наукові основи формування та розвитку державної політики в галузі енергетики;
- системні дослідження та комплексні проблеми енергетики;
- прогнозування, системний аналіз та оптимізація структурного розвитку енергетики;
- наукові основи формування та оптимізація паливно-енергетичних балансів;
- математичне моделювання енергетичних об'єктів і систем;
- оптимізація розвитку та управління функціонуванням енергетичних систем;
- надійність експлуатації та безпека функціонування енергетичних об'єктів і систем;
- дослідження та оптимізація технологічних об'єктів і систем енергетики;
- підвищення ефективності виробництва та використання енергетичних ресурсів;
- наукові основи енергозбереження та енергозберігаючої політики;
- системний аналіз енергозберігаючих технологій та оптимізація енергоємних виробництв;
- екологічні аспекти енергетики та захист довкілля;
- наукові основи та інформаційні засоби прогнозування науково-технічного прогресу в енергетиці;
- побудова, організація та функціонування ринків енергоносіїв;
- державне регулювання енергетикою як природною монополією;
- формування економічного середовища функціонування енергетики;
- короткі повідомлення, реклама та інформація.

Адреса:

03680, м. Київ, вул. Антоновича, 172

http://www.ienergy.kiev.ua